# Esquirol llistat dels pins
L'esquirol llistat dels pins (Neotamias amoenus) és una espècie de rosegador de la família dels esciúrids. Es pot trobar al Canadà i els Estats Units.